# Parti socialiste ouvrier espagnol de la communauté de Madrid
Le Parti socialiste ouvrier espagnol de la communauté de Madrid (en espagnol : Partido Socialista Obrero Español de la Comunidad de Madrid, PSOE-M) est la fédération territoriale du Parti socialiste ouvrier espagnol (PSOE) en communauté de Madrid.
Sous le nom de Fédération socialiste madrilène, le PSOE-M gouverne la communauté de Madrid pendant les 12 premières années de l'autonomie. Il siège dans l'opposition depuis 1995, et change de nom en 2004 pour devenir le Parti socialiste de Madrid, puis en 2015 pour prendre sa dénomination actuelle. À l'été 2003, Rafael Simancas manque de redonner le pouvoir aux socialistes en raison du Tamayazo, la trahison de deux de ses députés. Le PSOE-M est de nouveau la première force à l'Assemblée de Madrid de 2019 à 2021, mais l'alliance des partis de droite l'empêche de retrouver l'exécutif régional.

## Histoire

### Fondation
La Fédération socialiste madrilène-PSOE (Federación Socialista Madrileña-PSOE, FSM-PSOE) est fondée le 6 février 1977 par le renommage du Groupement socialiste madrilène (Agrupación Socialista Madrileña, ASM). Entre mai 1977 et mai 1978, la FSM-PSOE absorbe la Convergence socialiste de Madrid (CSM) et la section madrilène du Parti socialiste populaire (PSP).

### Tamayazo, changement de nom et crise de 2007
Lors d'un congrès organisé le 18 juillet 2004, la FSM-PSOE change de nom et devient le Parti socialiste de Madrid-PSOE (Partido Socialista de Madrid-PSOE, PSM-PSOE).
Secrétaire général depuis 2000, battu à trois reprises aux élections parlementaires et victime directe du scandale du Tamayazo (es) à l'été 2003, Rafael Simancas remet sa démission le 4 juin 2007, quelques jours après les élections à l'Assemblée de Madrid. La commission exécutive régionale est remplacée deux jours plus tard par une direction provisoire dont la présidence revient à la ministre de l'Environnement Cristina Narbona, assistée notamment par l'ancien délégué du gouvernement Constantino Méndez.

### De Tomás Gómez à Ángel Gabilondo
Le maire de Parla Tomás Gómez est élu secrétaire général peu après lors d'un congrès extraordinaire convoqué le 27 juillet 2007. Il est élu par acclamation après avoir recueilli le parrainage de 77 % des délégués, empêchant de facto ses deux concurrents déclarés de soumettre leur nom au vote puisqu'ils avaient besoin de l'appui d'au moins 25 % des délégués.
Alors que le nom de Gómez est cité dans une enquête judiciaire concernant des commissions occultes autour du chantier du tramway de Parla quand il en était le maire, la commission exécutive fédérale du PSOE prend la décision le 11 février 2015, à trois mois des élections parlementaires de Madrid, de destituer l'ensemble de la direction du PSM-PSOE. Elle la remplace par une direction provisoire présidée par Rafael Simancas. Neuf jours après, l'ancien ministre de l'Éducation Ángel Gabilondo est proclamé candidat à la présidence de la communauté autonome, en remplacement du secrétaire général destitué.
Le PSM-PSOE change à nouveau de nom lors d'un congrès extraordinaire réuni le 31 juillet 2015. Il prend alors le titre de Parti socialiste ouvrier espagnol de la communauté de Madrid (PSOE-M). Cinq jours plus tôt, la nouvelle maire de Getafe Sara Hernández avait remporté la primaire des militants pour le secrétariat général, recueillant 57,67 % des voix, contre 42,33 % à son adversaire Juan Segovia (es).

## Secrétaires généraux
| Titulaire                                              | Mandat                                                         | Fonction |
| ------------------------------------------------------ | -------------------------------------------------------------- | --- |
| Alonso Puerta                                          | 14 mars 1977 – 10 décembre 1979 (2 ans, 8 mois et 26 jours)    | |
| Joaquín Leguina                                        | 10 décembre 1979 – 4 février 1991 (11 ans, 1 mois et 25 jours) | Président de la communauté de Madrid (1983-1995) |
| Teófilo Serrano (es)                                   | 4 février 1991 – 7 mai 1994 (3 ans, 3 mois et 3 jours)         | Secrétaire d'État à l'Administration publique (1986-1991) |
| Jaime Lissavetzky                                      | 7 mai 1994 – 25 novembre 2000 (6 ans, 6 mois et 18 jours)      | Président du Conseil supérieur des Sports (2004-2011) |
| Rafael Simancas                                        | 25 novembre 2000 – 4 juin 2007 (6 ans, 6 mois et 10 jours)     | Secrétaire d’État aux Relations avec les Cortes (depuis 2021) |
| Cristina Narbona Présidente de la direction provisoire | 6 juin – 27 juillet 2007 (1 mois et 21 jours)                  | Ministre de l'Environnement (2004-2008) |
| Tomás Gómez                                            | 27 juillet 2007 – 11 février 2015 (7 ans, 6 mois et 15 jours)  | Maire de Parla (1999-2008) |
| Rafael Simancas Président de la direction provisoire   | 11 février – 31 juillet 2015 (5 mois et 20 jours)              | Secrétaire d’État aux Relations avec les Cortes (depuis 2021) |
| Sara Hernández                                         | 31 juillet 2015 – 22 octobre 2017 (2 ans, 2 mois et 21 jours)  | Maire de Getafe (depuis 2015) |
| José Manuel Franco,                                    | 22 octobre 2017 – 6 mai 2021 (3 ans, 6 mois et 14 jours)       | Délégué du gouvernement (2020-2021) Président du Conseil supérieur des Sports (depuis 2021) |
| Isaura Leal (es) Présidente de la direction provisoire | 7 mai – 14 novembre 2021 (6 mois et 7 jours)                   | Commissaire du gouvernement au Défi démographique (2018-2019) |
| Juan Lobato (es),                                      | 14 novembre 2021 – 27 novembre 2024 (3 ans et 13 jours)        | Maire de Soto del Real (2015-2021) |
| Isaura Leal (es) Présidente de la direction provisoire | 29 novembre 2024 – 2 février 2025 (2 mois et 4 jours)          | Commissaire du gouvernement au Défi démographique (2018-2019) |
| Óscar López.                                           | depuis le 2 février 2025 (1 mois et 14 jours)                  | Secrétaire national à l'Organisation (2012-2014) Porte-parole du groupe au Sénat (2015-2016) Directeur de cabinet de la présidence du gouvernement (2021-2024) Ministre de la Transformation numérique (depuis 2024) |

## Résultats électoraux

### Assemblée de Madrid
| Année   | Chef de file     | Voix      | %        | #      | Sièges   | Gouvernement |
| ------- | ---------------- | --------- | -------- | ------ | -------- | ------------ |
| 1983    | Joaquín Leguina  | 1 181 277 | 50,48    | 1er    | 51 / 94  | Leguina I    |
| 1987    | Joaquín Leguina  | 932 878   | 38,45 () | 1er () | 40 / 96  | Leguina II   |
| 1991    | Joaquín Leguina  | 820 510   | 36,59 () | 2e ()  | 41 / 101 | Leguina III  |
| 1995    | Joaquín Leguina  | 860 726   | 29,72 () | 2e ()  | 32 / 103 | Opposition   |
| 1999    | Cristina Almeida | 944 819   | 36,43 () | 2e ()  | 39 / 102 | Opposition   |
| 05/2003 | Rafael Simancas  | 1 225 390 | 39,99 () | 2e ()  | 47 / 111 | Opposition   |
| 10/2003 | Rafael Simancas  | 1 083 205 | 39,00 () | 2e ()  | 45 / 111 | Opposition   |
| 2007    | Rafael Simancas  | 1 002 862 | 33,57 () | 2e ()  | 42 / 120 | Opposition   |
| 2011    | Tomás Gómez      | 786 297   | 26,27 () | 2e ()  | 36 / 129 | Opposition   |
| 2015    | Ángel Gabilondo  | 807 385   | 25,43 () | 1er () | 37 / 129 | Opposition   |
| 2019    | Ángel Gabilondo  | 884 218   | 27,31 () | 1er () | 37 / 132 | Opposition   |
| 2021    | Ángel Gabilondo  | 612 622   | 16,80 () | 3e ()  | 24 / 136 | Opposition   |
| 2023    | Juan Lobato (es) | 614 296   | 18,18 () | 3e ()  | 27 / 135 | Opposition   |

### Cortes Generales
| Année   | Chef de file                 | Congrès des députés | Congrès des députés | Congrès des députés | Congrès des députés | Sénat | Gouvernement                                  |
| Année   | Chef de file                 | Voix                | %                   | #                   | Sièges              | Sénat | Gouvernement                                  |
| ------- | ---------------------------- | ------------------- | ------------------- | ------------------- | ------------------- | ----- | --------------------------------------------- |
| 1977    | Felipe González              | 731 380             | 31,76               | 2e                  | 11 / 32             | 1 / 4 | Opposition                                    |
| 1979    | Felipe González              | 769 328             | 33,46 ()            | 1er ()              | 12 / 32             | 2 / 4 | Opposition                                    |
| 1982    | Felipe González              | 1 439 137           | 52,32 ()            | 1er ()              | 18 / 32             | 3 / 4 | González I                                    |
| 1986    | Felipe González              | 1 054 730           | 41,20 ()            | 1er ()              | 15 / 33             | 3 / 4 | González II                                   |
| 1989    | Felipe González              | 899 723             | 33,83 ()            | 2e ()               | 12 / 33             | 1 / 4 | González III                                  |
| 1993    | Felipe González              | 1 093 015           | 35,31 ()            | 2e ()               | 13 / 34             | 1 / 4 | González IV                                   |
| 1996    | Felipe González              | 1 046 904           | 31,82 ()            | 2e ()               | 11 / 34             | 1 / 4 | Opposition                                    |
| 2000    | Joaquín Almunia              | 1 023 212           | 33,69 ()            | 2e ()               | 12 / 34             | 1 / 4 | Opposition                                    |
| 2004    | José Luis Rodríguez Zapatero | 1 544 676           | 45,04 ()            | 2e ()               | 16 / 35             | 1 / 4 | Zapatero I                                    |
| 2008    | José Luis Rodríguez Zapatero | 1 401 785           | 40,06 ()            | 2e ()               | 15 / 35             | 1 / 4 | Zapatero II                                   |
| 2011    | Alfredo Pérez Rubalcaba      | 878 724             | 26,32 ()            | 2e ()               | 10 / 36             | 1 / 4 | Opposition                                    |
| 2015    | Pedro Sánchez                | 645 645             | 17,93 ()            | 4e ()               | 6 / 36              | 0 / 4 | Opposition                                    |
| 2016    | Pedro Sánchez                | 678 340             | 19,68 ()            | 3e ()               | 7 / 36              | 1 / 4 | Opposition (2016-2018), Sánchez I (2018-2019) |
| 04/2019 | Pedro Sánchez                | 1 031 534           | 27,45 ()            | 1er ()              | 11 / 37             | 2 / 4 | Sánchez I                                     |
| 11/2019 | Pedro Sánchez                | 957 401             | 27,09 ()            | 1er ()              | 10 / 37             | 2 / 4 | Sánchez II                                    |
| 2023    | Pedro Sánchez                | 1 004 599           | 27,84 ()            | 2e ()               | 10 / 37             | 1 / 4 | Sánchez III                                   |